# ريموند برانجيه الأول
ريموند برانجيه الأول (1023 - 1076م) هو كونت برشلونة بين عامي 1035 و1076، عاصر ملوك الطوائف في الأندلس وكانت له صدامات معهم، وهو معروفٌ بوضعه الإصدارات الأولى المكتوبة من القانون الكتالاني تحت عنوان «أعراف برشلونة».
ولد ريموند برانجيه في عام 1024، وسرعان ما خلف والده برانجيه ريموند الأول في الحكم عام 1035، وقد اتَّسع نفوذ الدولة في عهده، حيث اكتسبت برشلونة سلطة على باقي المدن الكتالانية. وكذلك فقد حارب ريموند ملوك الطوائف المسلمين، ونجح بمدّ نفوذه غرباً حتى بربشتر، وفرض عليهم الجزية، ويدعي بعض المؤرّخين أن عائدات هذه الجزية تسبَّبت بأن يعم الرخاء الاقتصادي في كتالونيا. من الإنجازات الهامة التي قام بها ريموند برانجيه الأول ضمُّ بعض المدن الجديدة إلى الدولة، مثل قرقشونة وأود.

## علاقته مع ملوك الطوائف
خلال فترة حكم ريموند برانجيه الأول، جاء إليه أبو بكر بن عمار وزير المعتمد بن عباد ملك إشبيلية، وعرض عليه تحالفاً سيمنحه فيه عشرة آلاف مثقالٍ من الذهب لقاء مساعدته بفتح مدينة مرسية من حاكمها أبي عبد الرحمن بن طاهر. لكن ابن عمار وضع شروطاً أخرى، فعرض رهن ابن أخ ريموند عند المعتمد ليضمن أن يساعده في فتح المدينة، وفي المقابل يصبح ابن المعتمد بن عباد وقائد الحملة «الرشيد» رهينةً عند ريموند إذا لم يصل إليه المال الذي وُعِدَ به، إلا إنَّ ابن عمار لم يخبر المعتمد بهذا الشرط. ضرب الجيشان الحصار على مرسية، وعاد المعتمد إلى قرطبة ومعه الرهينة (ابن أخ ريموند)، وتأخر بإرسال المال، فظنَّ ريموند أنه خدع، فقبض على الفور على ابن عمار والرشيد، وفشل جيش إشبيلية بتحريرهما. عاد المعتمد إلى إشبيلية، وسجن ابن أخ ريموند، ففشل الحصار وانسحبت الجيوش من مرسية وبعد بضعة أيامٍ أطلق هذا سراح ابن عمار.
لكن عندما اتجه المعتمد بن عبَّاد إلى الصلح مع ريموند مقابل تسليمه المال وتبادل الرهائن، طالب ريموند بمضاعفة أمواله ثلاث مرات، لتصل إلى ثلاثين ألف مثقالٍ من الذهب، ولم يكن المعتمد يستطيع تدبير هذا المبلغ، فصنع عملة زائفة من خليط من الذهب والمعادن، ولم ينتبه ريموند إلى ذلك، فتمَّت المبادلة، وعاد ابن أخ ريموند إليه في حين عاد الرشيد إلى المعتمد.

## إنجازاته ووفاته
كان من أهم إنجازات ريموند برانجيه بدء وضع القانون الكتالاني في دستور مكتوب بعنوان "Usatges de Barcelona"، وقد كان ذلك أول جمعٍ للقانون الإقطاعي في أوروبا الغربية. كذلك، شهد عهده بدء عمل الكنيسة الرومانية الكاثوليكية بأسلوب سلام وصلح الله، ممَّا ساعد على عقد الهدنة بينه وبين بعض الدول الأوروبية الأخرى، وكانت كتالونيا في عهده أول مكانٍ بأوروبا الغربية يُطبَّق فيه هذا الأسلوب، وذلك في عام 1027م.
خلفه في الحكم ولداه ريموند برانجيه الثاني وبرانجيه ريموند الثاني.